# David Hamilton

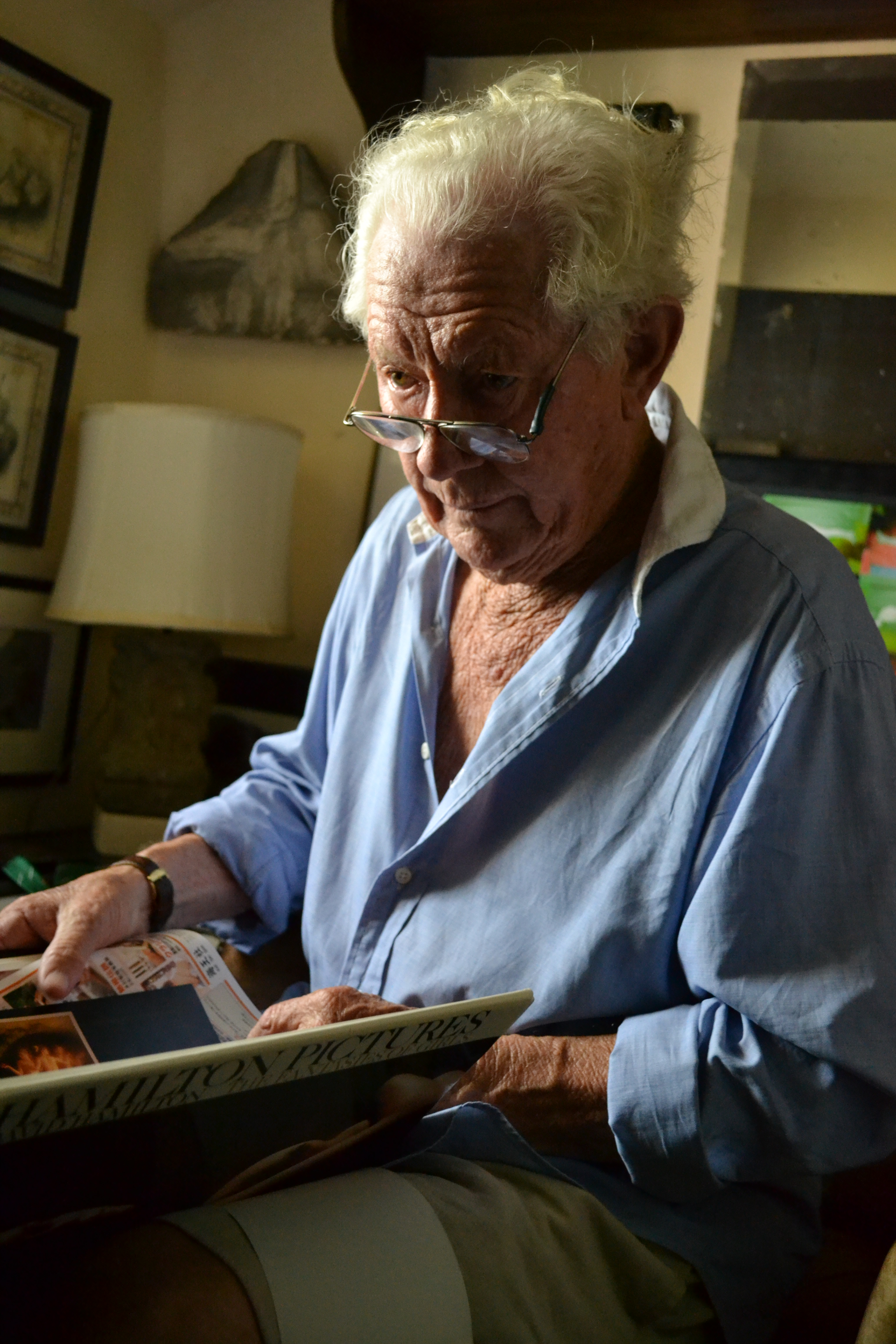
David Hamilton, 2011

David Hamilton (* 15. April 1933 in London; † 25. November 2016 in Paris) war ein britischer Kunstfotograf und Filmemacher.
Hamilton arbeitete zunächst in einem Architekturbüro in London. Mit 20 Jahren zog er nach Paris und arbeitete dort als Grafikdesigner. Nach kurzer Rückkehr nach Großbritannien ließ er sich dauerhaft in Frankreich nieder. Mitte der 1960er Jahre begann er sich nebenberuflich eine Existenz als Kunstfotograf aufzubauen. Ende der 1960er Jahre hatte er seinen eigenen unverwechselbaren Stil entwickelt, den Kritiker, vor allem in späteren Jahren, als kitschig, pornografisch und latent pädophil bezeichneten, der ihn in den 1970er Jahren jedoch berühmt machte. Im Gegensatz zu anderen Fotografen dieser Zeit ging es ihm nicht darum, Motive naturgetreu abzubilden; stattdessen setzte er auf eine verfremdenden romantisierende Darstellung. Sein künstlerisches Schaffen umfasst 16 Foto-Bände, fünf Filme, Beiträge in Foto-Zeitschriften und zahlreiche Ausstellungen. 

## Leben und Karriere

### Kindheit und Jugend
David Hamilton wurde als Sohn von Louise Leat geboren. Der Vater, über den nichts weiter bekannt ist, verließ die Familie kurz nach Davids Geburt. Hamilton gab später als erste Erinnerung an, am 3. September 1939 die Kriegserklärung an Deutschland im Radio gehört zu haben. Hamilton wurde 1939 oder 1940 aufs Land evakuiert. Man brachte ihn im Wirtschaftshaus eines Schlosses bei Fifehead Magdalen in der Grafschaft Dorset unter. Rund fünf Jahre später kehrte er nach London zurück, wo er noch 1945 Angriffe deutscher V1-Raketen erlebte. Mit seiner Mutter lebte er fortan in Kennington. Kurz nach seiner Rückkehr heiratete seine Mutter erneut. Hamilton versuchte das auf dem Land erlebte freie Leben fortzuführen und begann sich für den Radsport zu begeistern. Sein ganzer Stolz wurde ein Rennrad, mit dem Apo Lazaridès die Tour de France gefahren war und das er, Hamilton, in einem Geschäft erworben hatte. Mit Freunden trat er in den Delaune Racing Club ein und besuchte zahlreiche Radrennen, bei denen er auch seine Idole, darunter Fausto Coppi und Reg Harris, live erlebte. Zu dieser Zeit lernte er seinen Freund Terry kennen, mit dem ihn eine fast lebenslange Freundschaft verband. Beide spielten in der Schule Karten und setzten das gewonnene Geld bei Buchmachern und Hunderennen ein. Den Hang zum Luxus, den er in dieser Zeit entwickelte, schrieb er seinem Onkel William Leat zu, der Juwelier war.
Im Alter von 15 Jahren verließ Hamilton die Schule. Er begann eine Lehre bei dem Kaufhausausstatter Barrats, der ihn zum Schreiner ausbildete. Nebenher besuchte Hamilton Kurse einer Abendschule. Schnell wurde er von der Schreinerei ins Planungsbüro versetzt, in dem er erstmals mit der Fotografie in Berührung kam. Er bat einen Freund, die Fassaden von Londoner Kaufhäusern zu fotografieren. Die Fotos nutzte er als Inspirationsquelle für eigene Entwürfe. Deren Qualität festigten seine Stellung im Unternehmen, und schon mit 18 Jahren verdiente Hamilton nach eigener Aussage recht gut. Zu dieser Zeit unternahm er mit seinem Freund Terry per Anhalter seine erste Reise nach Paris. Mit 20 Jahren zog er aus der elterlichen Wohnung in eine Mansardenwohnung.

### Erste Schritte im Modebereich
Mit seiner ersten Freundin fuhr er erneut nach Paris. Die beiden Frankreichreisen prägten Hamilton nachhaltig, und er siedelte schließlich nach Paris über. Er fand eine Anstellung bei der Firma Siegel, nachdem er sich dort mit alten Einrichtungsentwürfen vorgestellt hatte. In der Folgezeit wechselte er häufig die Stellung; überall war er für die Zeichnungen von Geschäftseinrichtungen zuständig. Der US-Amerikaner Bill Perry, der mit einem Franzosen ein Architekturbüro betrieb, in dem Hamilton arbeitete, wurde Hamiltons Mentor.

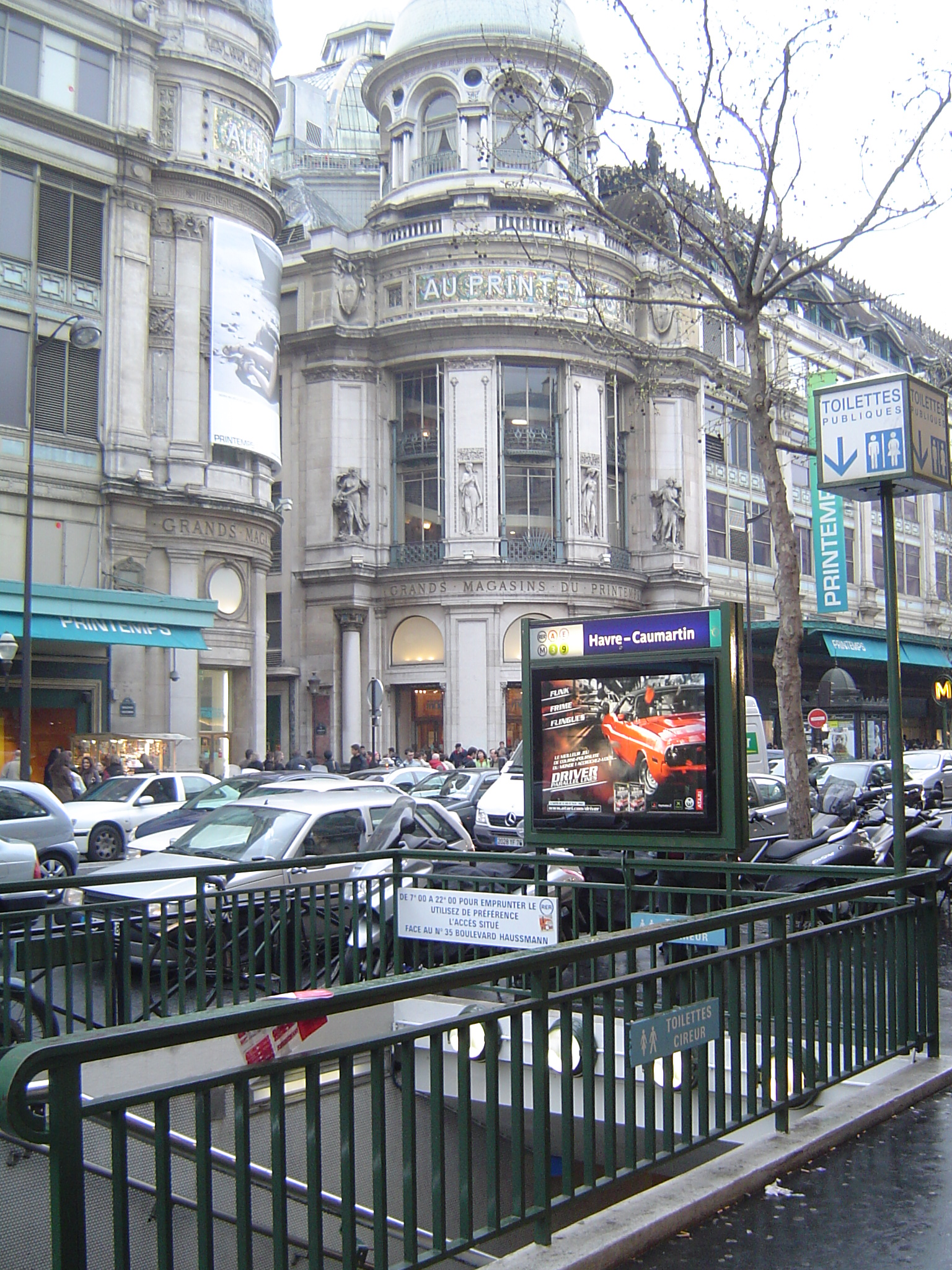
Das Pariser Kaufhaus Printemps, dessen künstlerischer Leiter Hamilton war

Nebenher begann Hamilton zu malen. Eines seiner Bilder durfte er in einer Nachwuchsausstellung auf der Biennale ausstellen, doch gelangte er bald zu der Überzeugung, dass er für die Malerei nicht geschaffen sei. So blieb er in dem Architekturbüro beschäftigt, wo er unter anderem an einem Projekt für den Schah von Persien mitwirkte. Dies brachte ihm erstmals Fragen der Typografie und des Layouts nahe. Auf einer Vernissage traf er Peter Knapp, den künstlerischen Leiter der Zeitschrift Elle, der ihm 1957 oder 1958 eine Stelle als Layouter bei der Zeitschrift gab. Anfang 1960 fielen Arbeiten Hamiltons den Verantwortlichen der britischen Zeitschrift Queen auf, die ihn daraufhin als künstlerischen Leiter abwarben. Er kehrte nach London zurück, und das Magazin wurde unter seinem Einfluss eine treibende Kraft der Swinging Sixties. Junge Künstler bekamen darin eine Chance; so veröffentlichte Hamilton eines der ersten Bilder von David Hockney. Wegen eines Streits um die Platzierung eines Fotos überwarf sich Hamilton mit dem Herausgeber von Queen, Jocelyn Stevens, und ging zurück nach Paris, wo er kurze Zeit bei der Werbeagentur Havas arbeitete, ehe er künstlerischer Leiter des Kaufhauses Printemps wurde. Hier wurde er für die Außenwerbung zuständig. Mit anderen künstlerischen Leitern von Modehäusern und -zeitschriften prägte Hamilton den visuellen Stil der Zeit. Fotografen wie Gene Laurent und Irving Penn wurden in diesem Umfeld unter anderem auch von Hamilton gefördert, und Hamilton begann selbst zu fotografieren.

### Hamilton als freischaffender Künstler
Mit einer einfachen Kamera machte Hamilton seine ersten Versuche als Fotograf. Anfangs nahm er Stillleben und Straßenansichten auf, doch im Zuge seiner Arbeit für Printemps entstanden auch erste Aufnahmen von Menschen. Es handelte sich um schwedischen Fotomodelle, die für die Werbung des Kaufhauses posierten. In Montparnasse mietete er eine 40 Quadratmeter große Wohnung, die zuvor von der britischen Sängerin Petula Clark genutzt worden war. Häufig hatte er dort prominente Gäste, darunter Omar Sharif, Charles Matton, Matti Klawine, Saul Steinberg, Sean Flynn und Celemen Hawkins. Montags veranstaltete er einen Tag der offenen Tür und gab „schwarze Partys“, für die die Wohnung schwarz ausgestattet wurde; auch die Gäste kamen in schwarzer Kleidung, und es wurde schwarz gefärbtes Essen serviert. Diese Idee hatte er dem Roman Gegen den Strich von Joris-Karl Huysmans entliehen.

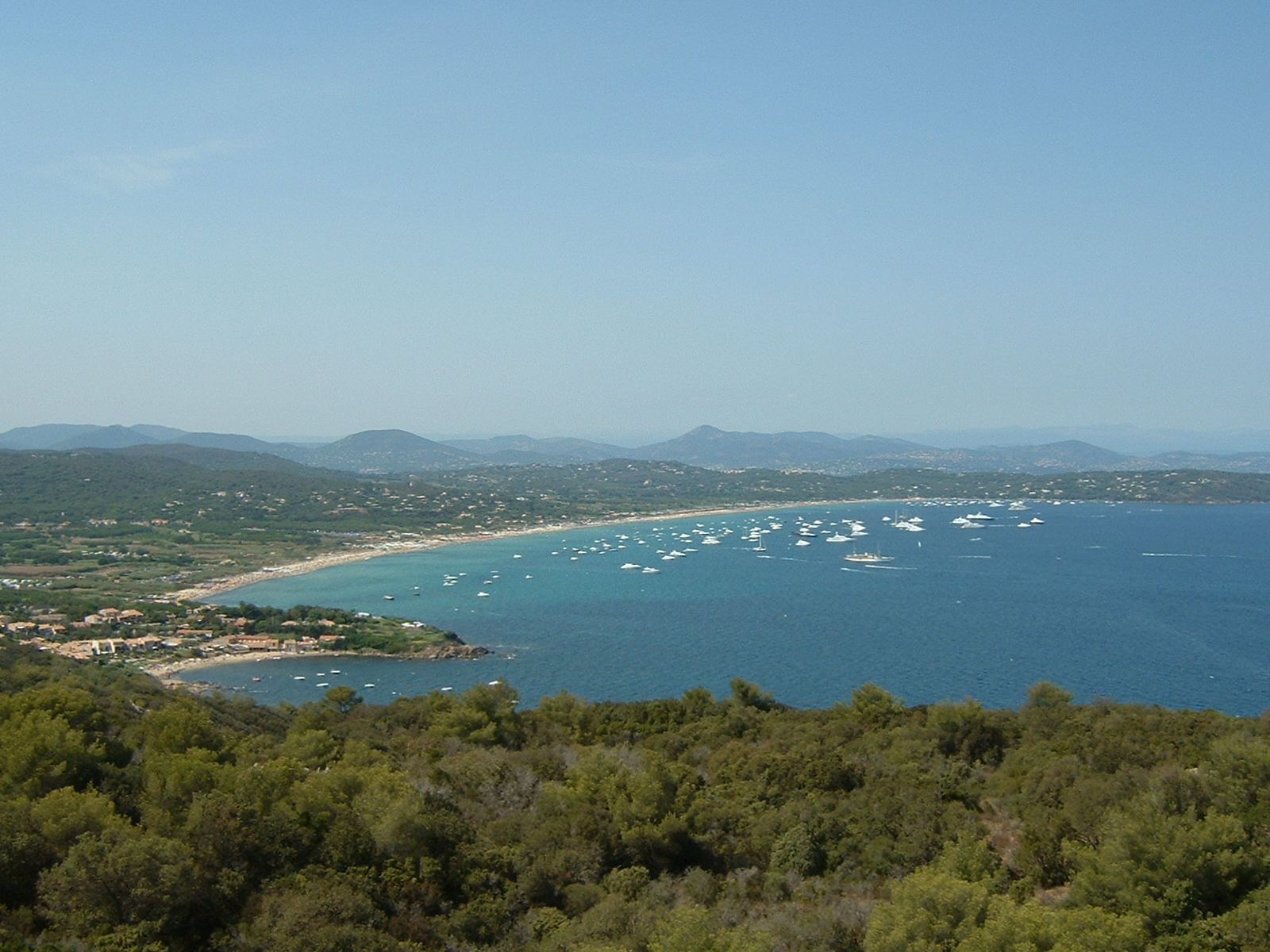
Strandpartie bei Ramatuelle, wo Hamilton ein Haus besaß

1962 erkundete Hamilton erstmals die Umgebung von Saint-Tropez. Das ungezwungene Verhältnis zum Körper, etwa das nackte Sonnenbaden an den Stränden der Côte d’Azur, war für den Briten eine neue Erfahrung, die ihn prägte. Seine Begeisterung für die Natur und das Strandleben veranlassten ihn, in Ramatuelle ein altes Haus zu kaufen. Hier machte er mit drei schwedischen Fotomodellen die ersten professionellen Modefotos seiner Karriere. Allmählich bildete sich der typische „Hamilton-Stil“ heraus, den Ruth La Ferla Jahrzehnte später in einem Artikel der Tageszeitung New York Times beschrieb:

“David Hamilton, the British photographer, made a name in the 1970’s with his misty depictions of young women drifting through traffic dressed in nothing but their skivvies. Those pictures sent a message, both lurid and demure, of decadence decorously drenched in lace. A similar mood has reemerged this spring, expressed through lacy lingerie flaunting itself as streetworthy style.”

„David Hamilton, der britische Fotograf, machte sich in den 1970er Jahren einen Namen mit seinen Abbildungen in Nebel getauchter junger Frauen, die sich mit nichts als ihrer Unterwäsche bekleidet durch den Verkehr schlängeln. Diese Bilder hatten eine Botschaft, sowohl gespenstisch als auch spröde, vom Niedergang, der sittsam in Spitze gehüllt ist. Eine ähnliche Stimmung ist dieses Frühjahr wieder aufgetaucht und fand ihren Ausdruck in Spitzenunterwäsche, die sich selbst als straßentauglich präsentiert.“

Im Jahr 1965 wurde Hamilton von Printemps entlassen, da er seine Arbeit im Kaufhaus vernachlässigte und seine künstlerischen Vorstellungen Erfordernissen der Werbebranche entgegenliefen. Fotos aus dieser Zeit zeigen ihn mit Esther Williams, Susannah York, Gunter Sachs, Ernst Fuchs, Rachel Hunter, Charlotte Rampling, Leni Riefenstahl, Sam Spiegel, Douglas Fairbanks, Eddie Barclay, Silvana Mangano und Pier Paolo Pasolini und in der Umgebung der Prinzen Dado Ruspoli und Charles-Antoine de Ligne, von Mariano de Tour de Montèse und Corazon Aquino, der Gräfin Boza, des Sultans von Brunei und der königlichen Familie von Dänemark.
Fortan arbeitete Hamilton mit Michel Paquet, mit dem er zuvor bei Elle und in London tätig war, als künstlerischer Direktor und Fotograf. Eine bekannte Arbeit aus dieser Zeit ist eine Serie von Bademodenaufnahmen, die in Agadir mit dem bekannten Fotomodell Kira entstanden. Erste Aktfotos von Hamilton veröffentlichte die deutsche Zeitschrift Twen. Es folgten Veröffentlichungen im französischen Magazin Realities und der Zeitschrift Photo. 1971 wurde beim englischen Verlag Collins sein erster Bildband, Dreams Of A Young Girl, herausgegeben, der von Leonard Cohens Lied Suzanne inspiriert war, dessen Zeilen als Bildunterschriften dienten, und dem ein Text des Schriftstellers Alain Robbe-Grillet hinzugefügt wurde. In rascher Folge erschienen die Bücher Les Demoiselles d’Hamilton (Hamiltons Mädchen, 1972), La Danse (Der Tanz, 1972), Private Collection (1976) und Erinnerungen an Bilitis (1977). Alle Auflagen waren rasch ausverkauft. Es wird geschätzt, dass die ersten zehn Bücher Hamiltons jeweils etwa in 100.000 Exemplaren verkauft wurden, was sich insgesamt auf über eine Million Bücher summiert. Vor allem in Japan gab es große Ausstellungen seiner Werke. Hier wurden auch viele seiner Bilder gekauft.
Mit dem Erfolg kamen weitere Angebote. So sollte Hamilton Regisseur des Films Emmanuelle werden, was er jedoch ebenso wie viele Angebote aus der Werbebranche ablehnte. Eine Ausnahme bildete das Parfüm „Nina“ von Robert Ricci, für das er mehrere Werbespots drehte. 1976 ließ er sich überzeugen, Bilitis zu drehen, einen Film, der die Stimmung seiner Fotografien einfängt. Auch dank der Arbeit des Kameramannes Bernard Daillencourt und des Filmeditors Henri Colpi wurde Bilitis ein kommerzieller Erfolg.
Ende der 1980er Jahre traf Hamilton an einem Strand am Mittelmeer Gertrude, die nicht nur sein Modell, sondern auch für einige Jahre seine Ehefrau wurde. Sie arbeitete am Design einiger seiner Bildbände mit und beschrieb die Verbindung zwischen Hamilton und seinen Modellen sowie seine Arbeitsweise und äußerte sich zu der nach ihrer Meinung unberechtigten Kritik am Werk ihres Mannes. Bis Anfang der 1990er Jahre produzierte Hamilton weitere Filme und vor allem Bildbände, hatte Ausstellungen in vielen Ländern und veröffentlichte Fotos in Zeitschriften. 
Danach wurde es stiller um ihn. Er zog sich auf sein Anwesen in Ramatuelle zurück und trat nur noch selten in der Öffentlichkeit auf. Seit den 1990er Jahren wurden seine Aktbilder von Kritikern hinterfragt, was Hamilton kränkte. Selten versuchte er sich zu rechtfertigen wie im Jubiläumsband Seine besten Bilder von 1992, zu dem er einen biografischen Essay, Betrachtungen seiner Arbeit und eine Darstellung seiner Motivation beisteuerte.

### Missbrauchsvorwürfe und Tod
In einem im Oktober 2016 erschienenen Buch, La Consolation (Die Tröstung), beschrieb die französische Fernsehmoderatorin Flavie Flament, ohne seinen Namen zu nennen, dass sie in den 1980er Jahren von einem bekannten Fotografen sexuell missbraucht worden sei. In einem Interview mit der Zeitschrift L’Obs am 18. November 2016 erklärte Flament, dass es sich bei dem Täter um Hamilton gehandelt habe. Daraufhin meldeten sich drei weitere Frauen in der Redaktion von L’Obs und berichteten über ähnliche Erfahrungen.  Hamilton wies die Vorwürfe zurück und kündigte juristische Schritte an. Am 26. November 2016 wurde er in seiner Pariser Wohnung tot aufgefunden. Es blieb unklar, ob er Suizid begangen hatte.

## Hamilton als Künstler

### Fotografie

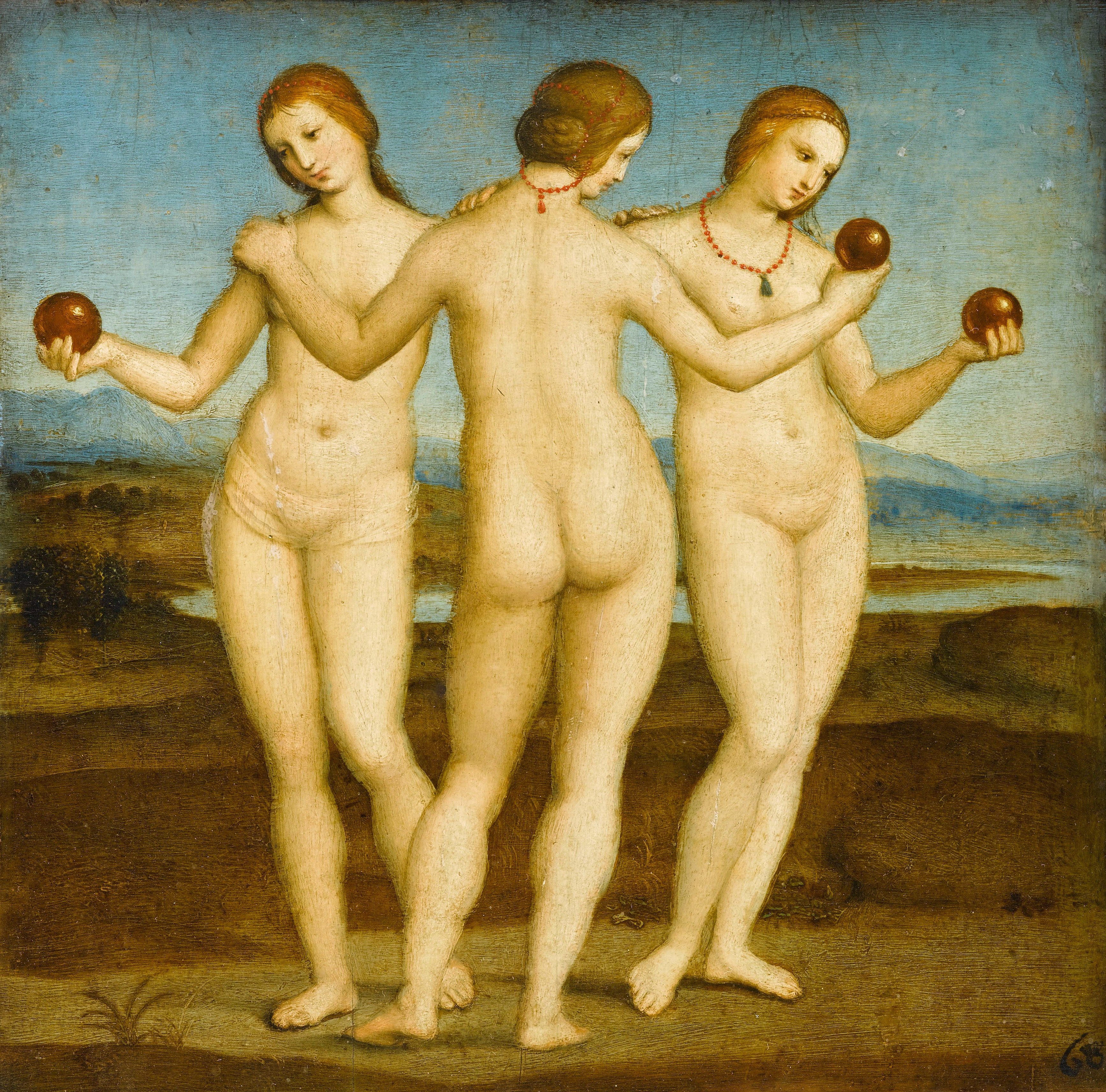
Raffaels Drei Grazien, sie wurden von Hamilton fotografisch nachgestellt

Kennzeichnend für Hamiltons Fotografie ist die Verwendung von Weichzeichner-Filtern. Für Hamilton war seine Art des Fotografierens „gemalte Fotografie“. Hamiltons Motivwahl war breit gefächert. Er fotografierte vor allem tropische, mediterrane und alpine Landschaften, Stillleben, Blumen und andere Pflanzen, Stadtansichten (zum Beispiel Venedig und St. Tropez), Kunstwerke und Menschen, vor allem Porträts. Eine besondere Vorliebe hegte er für das Ballett, viele seiner Bilder zeigen dieses Milieu. Er fotografierte zudem bekannte Künstler wie den Tänzer Rudolf Nurejew und den Schauspieler Robert Denver und stellte in seinen Fotografien bekannte Kunstwerke der Weltgeschichte nach. So fertigte er Hommagen an Werke von Charles Matton, Giorgio Morandi, Edgar Degas, Caravaggio, Jean Siméon Chardin, Paul Gauguin, Balthus und Raffael (Die drei Grazien). 
Am bekanntesten ist Hamilton für seine Bilder junger Mädchen, oftmals als Akt abgebildet, leicht bekleidet oder als Porträt. Hamilton äußerte mehrmals, welchen Mädchentyp er am liebsten fotografierte: Sie sollten groß und schlank sein, ein ebenmäßiges Gesicht haben, hohe Wangenknochen, hohe Augenbrauen und möglichst eine Stupsnase. Außerdem sollten sie einen langen Hals, einen breiten Mund, eine hohe Stirn, weite, möglichst blaue Augen und lange Beine haben. Er bevorzugte blonde und rothaarige Mädchen und nannte als Grund dafür, diese hätten einen besonders zarten Hauttyp und ihre Haut und ihre Augen seien durchscheinend. Diese Mädchen kämen bei seiner Art der Pastellfotografie am besten zur Geltung, weshalb Hamilton fast nie dunkelhaarige Mädchen aufnahm, die sich zu stark von der pastellfarbenen Umgebung abgehoben hätten. Bei blonden Mädchen würde man die Behaarung, vor allem die Augenbrauen, weniger intensiv wahrnehmen als bei anderen Haartypen. Hamilton wollte nach eigenem Bekunden in seinen Bildern die Schönheit und Faszination der „jungen Nymphen“ einfangen, ihre Verwirrung beim „plötzlichen Einbruch der Sinnlichkeit“ in der Pubertät. Zudem wählte Hamilton eher stille, nachdenkliche Modelle aus, die so verträumt schauten, wie Hamilton es in seinen Bildern gern darstellte. Schönheit werde nur durch das natürliche Aussehen bestimmt und nicht von Charakter, Schminke und Accessoires, sagte er.
Fototouren führten Hamilton und seine Modelle an viele exotische Orte. Die Sommermonate verbrachte er meist in Europa, vor allem in der Umgebung von St. Tropez und Ramatuelle. Er fotografierte auch an der Nordsee (etwa auf Sylt), am Genfersee und in Italien (unter anderem auf Capri). In den Wintermonaten reiste er mit seinen Modellen in die Südsee, etwa nach Tahiti, Guam und Hawaii, oder auf die Bahamas, die Malediven, nach Florida und Neuseeland. Auf Tahiti stellte er Gemälde von Paul Gauguin, der dort gelebt hatte, mit einheimischen Mädchen nach, die dunklere Haut und schwarze Haare hatten. Die meisten seiner Modelle blieben namenlos, oder Hamilton nannte in seinen Büchern nur ihre Vornamen.
Einige seiner Modelle wurden dennoch bekannt. Eines der frühesten war Mona Kristensen, mit der Hamilton einige Jahre zusammenlebte. Sie spielte auch in Hamiltons erstem Film, Bilitis, eine Hauptrolle. Überhaupt wurden speziell einige der Darstellerinnen aus seinen Filmen bekannt, die er meist aus seinen Fotomodellen rekrutierte. So machten etwa Anja Schüte und Emmanuelle Béart ihre ersten Schritte im Filmgeschäft bei Hamilton; Patti D’Arbanville und Schüte waren zuvor auch seine Fotomodelle. Weitere bekannte Modelle Hamiltons waren Dawn Dunlap und Monica Broeke.
Hamiltons Bilder sind frei von allem Weltschmerz, von Leid und Hässlichkeit. Sie symbolisieren Harmonie, Natürlichkeit und Reinheit. Sein Stil prägte viele weitere Künstler, so auch den Fotografen Glenn Holland. Hamilton gilt heute in der Fotografie als Inbegriff des Weichzeichners.
Nach eigenen Angaben machte Hamilton keines seiner Bilder mit künstlichem Licht und erklärte, dieses werde in südlichen Ländern nicht benötigt. Er setze weder Reflektoren noch Filter ein. Während seiner ganzen Karriere verwendete er nur eine einzige Filmmarke, Ektachrome 200 ASA, einen nur wenig verbreiteten Rollfilm. Er behauptete, keinerlei technischen Aufwand zu treiben, und beschrieb sich als fotografischen Amateur.

### Film
Hamiltons erster Film, Bilitis, entstand in der Umgebung von Ramatuelle. Am Drehbuch war Catherine Breillat beteiligt, deren Karriere als Regisseurin und Autorin damals begann. Hamilton legte mehr Wert auf die Ausstattung seiner Filme als auf die Handlung. So war Ausstatter Éric Simon von besonderer Bedeutung, der seinen Sets ein leichtes, luxuriöses Aussehen verlieh. Eine besondere Rolle spielte zudem die Musik. Als herausragend erwies sich der Soundtrack von Bilitis, eine Komposition von Francis Lai, von der 700.000 Schallplatten verkauft wurden. Weniger zufrieden war Hamilton mit seinem zweiten Film, Die Geschichte der Laura M, den er zwar als ästhetisch gelungen, doch als inhaltlich dürftig ansah. Seine nächste Produktion, Zärtliche Cousinen, begann Hamilton schon während der Herstellung zu langweilen, zumal hier, anders als sonst bei ihm üblich, der männliche Protagonist die Hauptrolle spielte. Dennoch wurde der Film ein kommerzieller Erfolg. Vertragliche Bindungen verlangten im Jahr 1983 einen weiteren Film von Hamilton. Da jedoch noch zu Drehbeginn kein Drehbuch vorlag, floppte Erste Sehnsucht aufgrund der schlechten Produktionsbedingungen. Hamiltons letzte Filmproduktion, Ein Sommer in St. Tropez aus dem Jahr 1984, war ein für den Videomarkt produzierter Film ohne echte Handlung. Seine Ästhetik war den Fotografien Hamiltons am ähnlichsten.

### Kritik
Vor allem in seinen frühen Jahren als Aktfotograf wurden Hamiltons Fotografien nur selten kritisch besprochen. Etwa zur selben Zeit wurde in den westlichen Ländern die Pornografie legalisiert, sodass Hamiltons vergleichsweise harmlose Bilder nicht als schockierend wahrgenommen wurden. Kritiker bezeichneten Hamiltons Bilder eher als kitschig oder warfen ihm eine gewisse Weltfremdheit vor. Sie meinten, es gäbe ein Leben wie jenes, das er in seinen Bildern darstelle, nicht, was Hamilton bestritt. Er verwies darauf, eben dieses Leben selbst zu führen. Später wurde Hamiltons Arbeit zuweilen als Softpornografie bezeichnet. Vor allem in den USA und Großbritannien wurde ihm vorgeworfen, seine Arbeiten seien latent pädophil. Auch seine Vorstellung von einer „perfekten Weiblichkeit“ wurde kritisiert.
Gegen Ende der 1990er Jahre verstärkten christliche Organisationen in den USA ihren Widerstand gegen Künstler wie Hamilton, Sally Mann, Jacques Bourboulon oder Jock Sturges, unter anderem mit Protesten vor Buchläden. Sowohl Mann als auch Bourboulon und Sturges, neben Hamilton wohl die prominentesten Vertreter eines zuweilen als Kinderpornografie verpönten Stils, beschreiten technisch wie motivisch zum Teil völlig andere Wege als Hamilton; gemein ist allen nur, dass sie auch Aktbilder von Kindern und Teenagern zeigen.
Der Protest erreichte größere Aufmerksamkeit, als im Herbst 1997 Anhänger von Randall Terry, einem Aktivisten der christlich motivierten Bewegung gegen Abtreibung, in den Bundesstaaten Alabama, New York und Tennessee Strafanzeige gegen die Buchhandelskette Barnes & Noble einreichten. Vorgeworfen wurde jeweils generell Unzucht oder die Zugänglichkeit kinderpornografischer Bücher für Minderjährige. Dort, wo es wie etwa in Brentwood im Staat New York zur Anklage kam, wurde das Verfahren gegen Auflagen eingestellt. Am 19. Mai 1998 wurde in Brentwood Barnes & Noble verpflichtet, die Bücher für Minderjährige unzugänglich zu machen und mit undurchsichtigen Umschlägen zu versehen. Generell wurde die Einstellung des Verfahrens aus der Sicht der von der Verfassung garantierten Grundrechte erwartet bzw. begrüßt, selbst dann, wenn den Büchern mit Abscheu begegnet wurde. So schrieb etwa Sarah Boxer, eine Kommentatorin der New York Times:

‘The Age of Innocence’ is the essence of icky. The author could certainly be considered a dirty old man. […] ‘The Age of Innocence’ is full of photographs of girls in bed, looking dreamy and spent, with their fingers in their mouths or in their underpants. All look willing, and almost all have exactly the same small breasts.

„‚The Age of Innocence‘ ist die Essenz der Geschmacklosigkeit. Der Autor könnte sicherlich als alter Schmutzfink eingeschätzt werden. […] ‚The Age of Innocence‘ ist voll mit Fotografien von Mädchen im Bett, die verträumt und ermattet aussehen mit den Fingern in ihren Mündern oder in ihren Schlüpfern. Alle wirken willig und fast alle haben genau die gleichen kleinen Brüste.“

Ihren Widerwillen begründete Boxer nicht allein mit den Bildern, sondern auch mit dem begleitenden Text Hamiltons:

“In the final pages of the book, Mr. Hamilton writes, fantasizing: ‘In her daydreams she thinks about this man who will one day come to her in answer to her questions. Perhaps he is a prince, a knight on a white stallion, a man in military uniform … She is lovely, our nymph, and her potential is infinite. Heaven grant her the man who is worthy of her, and who comes to her bringing sex with tenderness. She has her virginity and her innocence; she will, if she is fortunate, trade them in due course for experience and love.’”

„In den abschließenden Seiten des Buchs phantasiert Herr Hamilton: ‚In ihren Tagträumen sinnt sie über den Mann, der eines Tages als Antwort auf ihre Fragen zu ihr kommen wird. Vielleicht ist er ein Prinz, ein Ritter auf einem weißen Hengst, ein Mann in militärischer Uniform […] Sie ist lieblich, unsere Nymphe, und ihre Möglichkeiten sind unendlich. Der Himmel gebe ihr den Mann, der ihrer wert ist und der ihr Sex mit Zärtlichkeit bringt. Sie hat ihre Jungfräulichkeit und ihre Unschuld; sie wird, wenn sie Glück hat, diese dann gegen Erfahrung und Liebe eintauschen.‘“

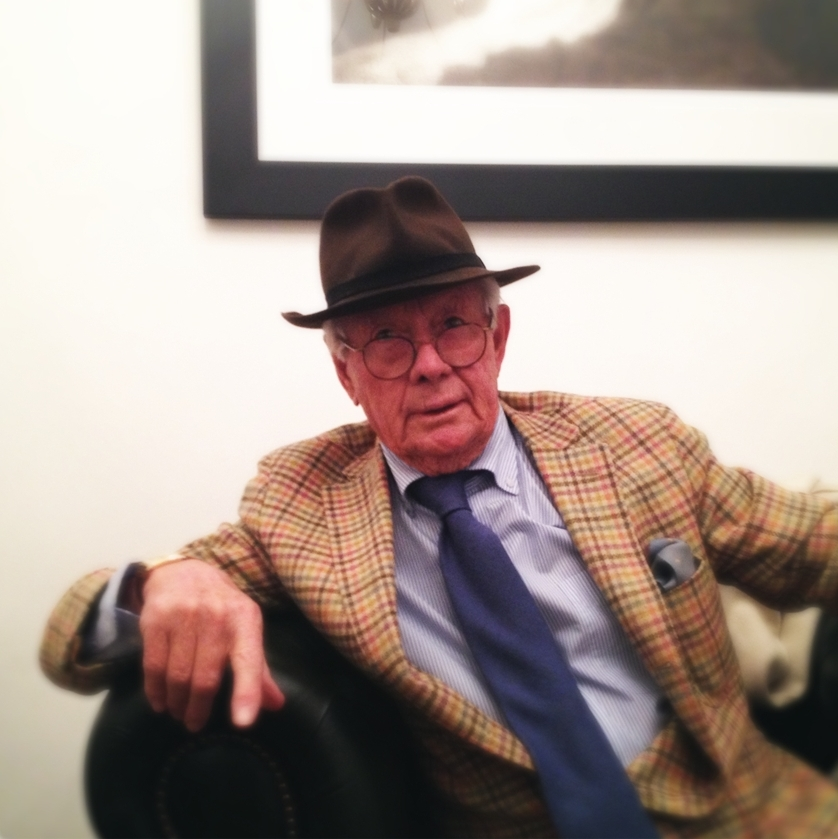
David Hamilton im Dezember 2012

Weitere Konsequenzen aus Vorwürfen und Aktionen der Kritiker haben sich bis heute nicht ergeben. 2005 behauptete ein Vertreter der Polizei von Surrey, Hamiltons Bücher seien mittlerweile im Vereinigten Königreich illegal, was jedoch nicht stimmte. Chris Warmoll bescheinigte Hamilton im Juni 2005 in der Tageszeitung The Guardian, seine Bilder seien lange Zeit eines der umstrittensten Beispiele in der Diskussion, ob derartige Werke Kunst oder Pornografie seien, gewesen. Glenn Holland, der Pressesprecher Hamiltons, gab an, dass es in den USA und Großbritannien von Jahr zu Jahr schwieriger werde, Hamiltons Bücher zu vertreiben. So nahm der Internetbuchladen WHSmith 2005 The Age of Innocence wegen anhaltender Kritik aus seinem Sortiment. In einigen Fällen ist die Kritik sachlich unberechtigt. So war die Hauptdarstellerin des Films Bilitis, Patti D’Arbanville, zur Zeit des Drehs bereits volljährig.

## Fotobände (Auswahl)
- Souvenirs. Swan, Kehl 1977, ISBN 3-88230-004-3.
- Erinnerungen an Bilitis. Fotoalbum über seinen ersten Film. Swan, Kehl 1977, ISBN 3-88230-005-1.
- David Hamilton. Seine besten Bilder 1965–1990. Südwest, München 1992, ISBN 3-517-01353-6.
- The Age of Innocence. Aurum Press, London 1995, ISBN 1-85410-304-0.
- Ein Platz an der Sonne. Edition Olms, Hombrechtikon/Zürich 1996, ISBN 3-283-00360-2.
- Holiday Snapshots. Edition Olms, Hombrechtikon/Zürich 1999, ISBN 3-283-00371-8.
- Venezia. Edel Classics, Hamburg 2003, ISBN 3-937406-09-3.
- Flowers. Edel Classics, Hamburg 2004, ISBN 3-937406-07-7.
- La Danse. Edel Classics, Hamburg 2005, ISBN 3-937406-18-2.
- David Hamilton’s private Collection. Swan, Kehl 1977, ISBN 3-88230-013-2.

## Filmografie
- 1975: Hildegard Knef und ihre Lieder
- 1977: Bilitis (auch Produzent)
- 1979: Die Geschichte der Laura M (Laura, les ombres de l’été; auch Autor)
- 1980: Zärtliche Cousinen (Tendres Cousines)
- 1983: Erste Sehnsucht (Premiers désirs)
- 1984: Ein Sommer in St. Tropez (Un été à Saint-Tropez; Videoproduktion; auch Autor)

Ein für 1992 angekündigter Film Bilitis II – My Love wurde nicht realisiert.